# Tetrathemis fraseri
Tetrathemis fraseri là loài chuồn chuồn trong họ Libellulidae. Loài này được Legrand mô tả khoa học đầu tiên năm 1977.